# Peridontopyge togoensis
Peridontopyge togoensis är en mångfotingart som beskrevs av Demange 1972. Peridontopyge togoensis ingår i släktet Peridontopyge och familjen Odontopygidae. Inga underarter finns listade i Catalogue of Life.